# Гуэмес, Хавьер
Хавьер Гуэмес Лопес (исп. Javier Güémez López; родился 17 октября 1991 года в Кульякан, Синалоа, Мексика) — мексиканский футболист, полузащитник клуба «Керетаро» и сборной Мексики.

## Клубная карьера
Гуэмес начал карьеру в клубе «Дорадос де Синалоа». 1 августа 2010 года в матче против «Ла-Пьедад» он дебютировал в Лиге Ассенсо. 5 марта 2011 года в поединке против «Веракрус» Хавьер забил свой первый гол за «Дорадос».
Летом 2013 года Гуэмес подписал контракт с клубом «Тихуана». 10 августа в матче против УНАМ Пумас он дебютировал в мексиканской Примере. 1 сентября в поединке против «Хагуарес Чьяпас» Хавьер забил свой первый гол за клуб.
В 2016 году Хавьер во второй раз подряд стал победителем Лиги чемпионов КОНКАКАФ. Летом 2017 года Гуэмес перешёл в «Керетаро».

## Международная карьера
10 октября 2014 года в товарищеском матче против сборной Гондураса Гуэмес дебютировал за сборную Мексики, заменив во втором тайме Антонио Риоса.
Летом 2015 года Гуэмес попал в заявку на участие Кубке Америки в Чили. На турнире он сыграл в матчах против сборных Боливии, Чили и Эквадора.

## Достижения
Командные
 «Америка»
- Обладатель Кубка чемпионов КОНКАКАФ — 2015/2016